# Cockcroft-Walton-generator
Cockcroft-Walton (CW) generator eller CW-multiplierer opkaldt efter de to personer som i 1932 anvendte dette elektroniske kredsløb til at forsyne deres partikelaccelerator elektrisk. Partikelacceleratoren udførte historiens første kunstige atomkernespaltning. John Douglas Cockcroft og Ernest Thomas Sinton Walton anvendte denne kaskade af spændingsdoblere i det meste af deres forskning, som i 1951 udmøntede sig i Nobelprisen i fysik for "Transmutation of atomic nuclei by artificially accelerated atomic particles". Mindre kendt er det at dette kredsløb faktisk blev opfundet meget tidligere, i 1919, af Heinrich Greinacher, en svejsisk fysiker. Derfor bliver den doblerkaskade også kaldt Greinacher multiplier. 
CW er grundlæggende set en spændings-multiplier som konverterer en vekselspænding eller pulset jævnspændingsenergi fra en lavt spændingsniveau til et højere jævnspændingsniveau. Den er lavet af en stige af spændingsdoblere af kondensatorer og dioder til at genererer høje spændinger. I modsætning til transformatorer, eliminerer denne metode en tung transformatorkerne med krævede elektrisk isolation.

## Anvendelse
CW multipliere kan anvendes til at generere spændinger fra få volt og op til millioner af volt som anvendes i højenergifysik eksperimenter og lyn sikkerhedstest.
De bliver i stort tal også fundet i gaslasere, højspændingsspændingsforsyninger, røntgenstrålesystemer, LCD/TFT bagbelysning, luftionisatorer "friskluftgenerator", partikelacceleratorer, kopimaskiner, videnskabelig instrumentation, oscilloskoper med billedrør, fjernsyn med billedrør og mange andre anvendelser der kræver højspænding. 

## Teknisk
- Spændingsforsyning med CW-miltiplier (pdf) (se til højre på første side lidt nede – hvor der er en masse dioder i serie)
- En afart af en CW-mutiplier anvendes her: EDN, Build a Transformerless 12V to 180V DC/DC Converter
  - Artikel som pdf med diagram: (pdf), (2. pdf) Faktisk er der nogle komponetfejl; C1-C18 står kun til at kunne holde til 63V. Faktisk burde de skulle kunne klare progressivt højere og højere spænding jo nærmere doblercellen kommer udgangen. Der er en fejl i tabel 2. Iout angives til at være 1000mA – det er en anden fejl. Beregnet ud fra effektiviteten er det faktisk 1000uA=1mA.